# Atarba (Ischnothrix) patens
Atarba (Ischnothrix) patens is een tweevleugelige uit de familie steltmuggen (Limoniidae). De soort komt voor in het Neotropisch gebied.